# Aurélie Bonnan
Aurélie Bonnan  (nacida el 1 de agosto de 1983 en La Teste-de-Buch, Francia) es una jugadora de baloncesto francesa. Con 1.87 metros de estatura, juega en la posición de ala-pívot.